# GDF SUEZ Grand Prix 2009
Il GDF SUEZ Grand Prix 2009 è stato un torneo femminile di tennis giocato sulla terra rossa.
È stata la 14ª edizione dell'Hungarian Grand Prix, che fa parte della categoria International nell'ambito del WTA Tour 2009.
Si è giocato a Budapest in Ungheria, dal 4 al 12 luglio 2009.

## Partecipanti

### Teste di serie
| Giocatrice        | Nazionalità     | Ranking* | Testa di serie |
| ----------------- | --------------- | -------- | -------------- |
| Patty Schnyder    | Svizzera        | 22       | 1              |
| Alizé Cornet      | Francia         | 24       | 2              |
| Sybille Bammer    | Austria         | 26       | 3              |
| Ágnes Szávay      | Ungheria        | 28       | 4              |
| Alisa Klejbanova  | Russia          | 31       | 5              |
| Al'ona Bondarenko | Ucraina         | 33       | 6              |
| Sara Errani       | Italia          | 39       | 7              |
| Lucie Šafářová    | Repubblica Ceca | 48       | 8              |

- Ranking al 22 giugno 2009.

### Altre partecipanti
Giocatrici che hanno ricevuto una Wild card:
- Patty Schnyder
- Katalin Marosi
- Gréta Arn

Giocatrici passate dalle qualificazioni:
- Timea Bacsinszky
- Margalita Chakhnašvili
- Sharon Fichman
- Petra Martić

Giocatrici lucky loser:
- Lenka Juríková
- Irina Begu

## Campioni

### Singolare
Ágnes Szávay ha battuto in finale  Patty Schnyder con il punteggio di 2–6, 6–4, 6–2

### Doppio
Alisa Klejbanova /  Monica Niculescu hanno battuto in finale  Al'ona Bondarenko /  Kateryna Bondarenko con il punteggio di 6–4, 7–6(5)